# Lamourouxia colimae
Lamourouxia colimae är en snyltrotsväxtart som beskrevs av W.R. Ernst och Baad. Lamourouxia colimae ingår i släktet Lamourouxia och familjen snyltrotsväxter. Inga underarter finns listade i Catalogue of Life.